# Pseudoclerada morai
Pseudoclerada morai är en insektsart som beskrevs av George Willis Kirkaldy 1902. Pseudoclerada morai ingår i släktet Pseudoclerada och familjen ängsskinnbaggar. Inga underarter finns listade i Catalogue of Life.